# Ашимжанов, Жанарбек Садыканулы
Жанарбек Садыканулы Ашимжанов (каз. Жанарбек Садықанұлы Әшімжанов; род. 1 апреля 1976, Жаланаш, Нарынкольский район, Алма-Атинская область, Казахская ССР) — казахстанский журналист, акын, политический деятель, депутат мажилиса парламента Казахстана VII—VIII созывов (с 2021 года).

## Биография
В 1993 году окончил Жаланашскую казахскую среднюю школу.
1995—1999 годах учился в Казахском государственном национальном университете имени аль-Фараби на факультете журналистики.
1996—1999 гг. — корреспондент газеты «Алматы ақшамы».
В 2000 году недолго поработал редактором отдела в журнале «Қазақстан».
2000—2005 гг. — редактор отдела литературы и духовности, политики республиканской газеты «Жас Алаш».
2005—2008 гг. — заместитель главного редактора национального еженедельника «Жас Қазақ».
2008 г. — исполняющий обязанности директора центра «Қаламгер-Медиа», объединяющий журналы «Жұлдыз», «Простор», «Сын» и газеты «Қазақ әдебиеті» под руководством Союза писателей Казахстана.
2012 г. — заместитель председателя правления Союза писателей Казахстана.
2016 г. — действительный член Академии журналистов Казахстана.
2017 г. — главный редактор республиканской газеты «Қазақ әдебиеті».
2018 г. — главный редактор республиканской газеты «Ана тілі».
С 15 января 2021 года по 19 января 2023 года — депутат мажилиса парламента Казахстана VII созыва, избран по партийному списку партии «Нур Отан» (в марте 2022 года переименована в партию «Аманат»).
С 29 марта 2023 года — депутат Мажилиса Парламента Республики Казахстан VIII созыва по партийному списку партии «Аманат».

## Награды
- Медаль «20 лет независимости Республики Казахстан» (2011)
- Государственная молодёжная премия «Дарын» (2009)
- Премия Президента Республики Казахстан в области средств массовой информации (2019)
- Почётное звание «Заслуженный деятель Казахстана» (2017)